# Kätkytsaari (ö i Södra Savolax, S:t Michel, lat 61,94, long 27,03)
Kätkytsaari är en ö i Finland. Den ligger i sjön Kyyvesi och i kommunen Kangasniemi i den ekonomiska regionen  S:t Michel och landskapet Södra Savolax, i den södra delen av landet, 230 km nordost om huvudstaden Helsingfors. Öns area är 1,6 hektar och dess största längd är 290 meter i sydöst-nordvästlig riktning.